# Старый город (Кирилло-Белозерский монастырь)

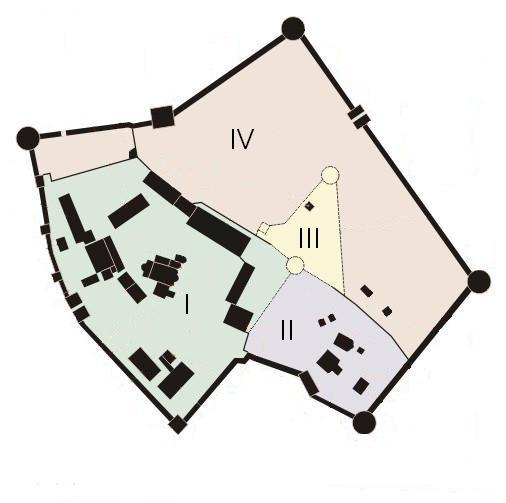
I и II - Старый город

Ста́рый го́род  — наиболее древняя часть Кирилло-Белозерского монастыря; расположен на Севере России, на берегу Сиверского озера, в черте современного города Кириллов Вологодской области.
Состоит из двух частей: Большой Успенский монастырь и Малый Ивановский Горний монастырь.
На территории Старого города расположены большинство архитектурных памятников, за исключением стен Нового города, церкви Ризоположения, мельницы и основание Солодешной палаты.
На территории Старого города находятся почти все экспозиции музея, за исключением «Стен Нового города».

## История монастыря
Монастырь основали монахи Кирилл Белозерский — последователь Сергия Радонежского и Ферапонт Белозерский в 1397 году. В XVI веке рядом с ним появился малый Ивановский монастырь. В середине XVII века появляется Новый город.
Учитывая расположение монастыря, он нуждался в защите. Ведь были мнения об огромной казне монастыря. Сначала строились стены Успенского монастыря, стены в этот период достигали пятиметровой высоты и полутораметровой толщины (позднее были перестроены). Стены Ивановского монастыря были ещё слабее. Их скорее можно назвать оградой. В оборонительную систему были включены хозяйственные постройки (котельная и кузница) и церкви, что ещё более снижало обороноспособность. Длина стен в то время составляла около одного километра, с восемью башнями и тремя укреплёнными воротами. 735 бойниц были рассчитаны на пищали, тяжёлые пушки и ручное оружие. Стены Успенского монастыря имели два яруса, Ивановского — один.